# 明知鐵道100型柴聯車
明知鐵道100型柴聯車（日语：／ Akechi Tetsudō Akechi 10-gata kidōsha）是明知鐵道的明知線使用的柴聯車。本型車是為了替換車體老舊的明知鐵道10型12號柴聯車及明知鐵道6型6號柴聯車，而分別在2017年及2018年各引入1輛的鐵路車輛。

## 規格與構造
100型為明知鐵道首款採用18m車體的柴聯車。車頭正面採用貫通式設計，並在其左側設置駕駛室和駕駛員專用的車門。本型車在車頭及車尾兩端各設置1道寬1000mm的拉門式乘客用車門，並在客室內配置專門放置輪椅的無障礙座位。旅客用車門之間的車體左右兩側各安裝著6面窗戶，其中靠近車頭與車尾的2面窗戶採用上半部固定且下半部可往上開啟的窗戶，其餘皆為固定窗。客室內的座位使用長條座椅，並使用綠色系的布料；而牆面則採用帶有木紋的裝飾面板。同時100型與10型柴聯車的客室均未設置廁所。
由於10型柴聯車採用電氣指令式制軔，因此無法與明知鐵道既有的10型柴聯車連結進行運轉。

## 運用
100型101號柴聯車於2017年3月完成製造工程，在進行試運轉後於同年的4月8日開始投入使用。而6型6號柴聯車則在同年3月31日終止營運後報廢。102號柴聯車於2018年3月19日搬運至明智站，並於同年的3月27日投入運轉。